# Сборная Турции по кёрлингу на колясках
Смешанная сборная Турции по кёрлингу на колясках — национальная сборная команда (в которую могут входить как мужчины, так и женщины), представляет Турцию на международных соревнованиях по кёрлингу на колясках. Управляющей организацией выступает Федерация видов спорта на льду Турции (тур. Türkiye Buz Pateni Federasyonu, англ. Turkish Curling Assocation).

## Результаты выступлений

### Квалификационные турниры на чемпионаты мира
| Год     | И  | В | П | Место | Состав                                                                     |
| ------- | -- | - | - | ----- | -------------------------------------------------------------------------- |
| 2012/13 | 10 | 1 | 9 | 10    | Turan Akalin (скип), Engin Kurt, Savas Simsek, Birsen Sapmaz, Berk Kamanli |

(данные отсюда:)